# ジェマイティヤ公国

ジェマイティヤ公国

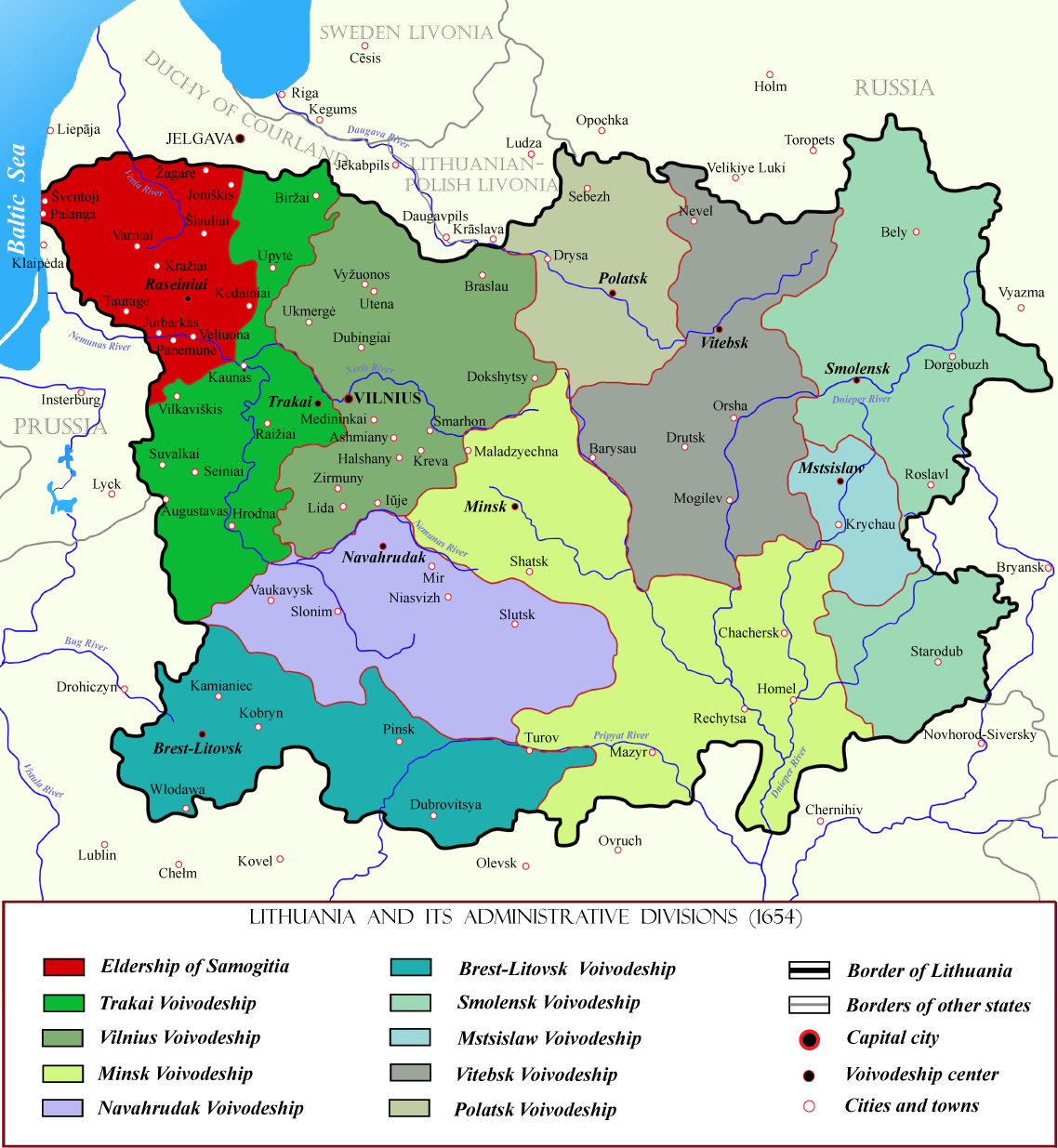
1654年におけるリトアニア大公国領。北西部の赤色の部分がジェマイティヤ公国

Žemaičių seniūnija(リトアニア語）
　Księstwo żmudzkie（ポーランド語）

ポーランド・リトアニア共和国における位置（1619年）

ジェマイティヤ公国（リトアニア語: Žemaičių seniūnija、ポーランド語: Księstwo żmudzkie）は、1219年からリトアニア大公国の行政単位で、1569年からはポーランド・リトアニア共和国の一部だった。1419年から1441年までジェマイティヤ長老領（Eldership）として知られていた。リトアニア大公は、ジェマイティヤ公の称号を持っていた。しかし、公爵に対し責任のある実際の統治者が「長老（the General Elder (Seniūnas)）」として知られていた。

## 歴史
ジェマイティヤ公国は、現在のリトアニア共和国西部にあたる地域に存在した。歴史的に、西の境界はバルト海に接するリトアニアの境界でもあった。北では、クールラント・ゼムガレン公国、南では、プロシア公領と接していた。中世から1795年のポーランド分割までに、ジェマイティヤがジェマイティヤ公国の領域として定義された。のちに、ジェマイティヤ教区も含むものとされた。
現在ではジェマイティヤは民族学的な地域の1つとされるにとどまり、リトアニア共和国の行政地区として定められてはいない。